# Limenitis cuyaba
Limenitis cuyaba är en fjärilsart som beskrevs av Hans Fruhstorfer 1915. Limenitis cuyaba ingår i släktet Limenitis och familjen praktfjärilar. Inga underarter finns listade i Catalogue of Life.